# 枝孢菌屬
枝孢菌屬，又名褐孢霉屬、枝孢黴屬，是一种能够产生分生孢子的霉菌，包括室内和室外都常见的霉菌。其菌落的颜色從橄欖绿到啡黑色，因此经常与曲霉菌弄混。但是枝孢菌与青霉菌、曲霉菌不同的是菌丝也带有颜色，菌落整体呈现深色。
枝孢菌多常见于活的或死掉的作物上。有些是作物的病原體，有些则是寄生在作物上。枝孢霉的孢子透過風吹散布，所以通常在户外的空气中含量丰富。而在室内，当潮气太重的时候，它们会在器具表面生长。

## 致病性
枝孢菌屬很少会对人类造成致病性，但是已经有过皮肤和腳趾甲感染的报告，此外还有鼻窦炎和肺部感染。如果未能及时处理，这些感染可能会发展成肺炎一类的疾病。空气中传播的枝孢菌孢子是极重要的过敏原，会广泛的引起哮喘病人发作或有类似呼吸系统疾病患者的过敏反应。长期暴露于其中可能会导致免疫系统退化。枝孢菌不会产生任何主要的毒枝菌素，但是却可以和易挥发性有机物（VOC）的气味联系起来。
枝孢菌屬對植物的傷害，不仅能够导致叶斑从而影响叶片光合作用，而且还会感染茎秆和果实。感染多从较低的位置开始，逐渐上行，底层叶面通常受害也最为严重。在靠上位置的叶面,灰绿色斑点会逐渐变成黄色，低处的叶面上，由大量孢子集聚而显现的青绿色斑纹扩展。潮湿时病斑上会长出紫灰色密实的霉层，便是此菌的分生孢子及次生孢子所造成。当两部分症状交汇时，叶片就会枯乾掉落。鲜绿的果实最后会变得色泽暗淡而表面皮革般坚韧。它们主要以菌丝体或菌丝块在被感染的植物体内过冬。
主要扩展途径是通过孢子在适宜环境下借助气流四散，散落在田间植物上后，侵入叶片气孔繁殖。该病多发于番茄种植地，但在甜椒，辣椒上也有报道发现。且相对多发于甜椒上。只要环境适宜，可以在一个生长季节中多次进行感染，且其不同品种间具有较明显的抗性差异。湿度对其生长会产生较大影响，相对湿度若在80%一下则不利于其生长；其生长的最适温度在9-34℃。

## 品種
枝孢菌原來被歸為半知菌中的一個品種，現時的分類為，包括約160個品種。以下為比較常見的：
- 嗜果枝孢 Cladosporium carpophilum Thuem，异名：Fusicladium carpophilum (Thuem) Oud.
- 芋枝孢 Cladosporium colocasiae Saw.
- Cladosporium devriesii [2]
- 瓜枝孢菌 Cladosporium cucumernium ：又名黄瓜黑星病菌，瓜枝孢
- 刺状枝孢 Cladosporium echinulatum (Berk.) De Vries
- 褐孢霉 Fulvia fulva (Cooke) Cifferri
- 黄枝孢菌 Cladosporium fulvum ：又名番茄叶霉菌、黄枝孢。
- 多主枝孢 Cladosporium herbarum (Pers.) Link
- 马缨丹枝孢 Cladosporium lantanae Bhalla & A.K.Sarbhoy，为Passalora lantanae (Chupp) U.Braun & Crous的异名
- 牡丹枝孢 Cladosporium paeoniae Pass.
- 葡萄粉斑病菌 Cladosporium roesteri
- 球孢枝孢菌 Cladosporium sphaerospermum
- 毛样枝孢 Cladosporium trichoides C.W.Emmons，为Cladophialophora bantiana (Sacc.) de Hoog, Kwon-Chung & McGinnis的异名

## 外部連結
- Cladosporium at D. Malloch's site
- Cladosporium definition, description and varieties at ByeByeMold （页面存档备份，存于）
- Cladosporium at EMLab P&K Indoor Air Quality Laboratory （页面存档备份，存于）

1. ↑  Schoch CL, Shoemaker RA, Seifert KA, Hambleton S, Spatafora JW, Crous PW.  (PDF). Mycologia. 2006, 98 (6): 1041–52  [2013-02-18]. PMID 17486979. doi:10.3852/mycologia.98.6.1041. （原始内容存档于2011-09-30）.